# Mimas margine-puncta
Mimas margine-puncta är en fjärilsart som beskrevs av Tutt 1902. Mimas margine-puncta ingår i släktet Mimas och familjen svärmare. Inga underarter finns listade i Catalogue of Life.